# Stig Pettersson
Stig "Stickan" Roland Helmer Pettersson, född 26 mars 1935 i Österåker. Svensk friidrottare med inriktning höjdhopp, tävlande för Kronobergs IK. 1957 blev Stickan stor grabb nr 194. Personbästa i höjdhopp är 2,16.

## Främsta meriter
Tillhörde världstoppen i tio år med tre OS-starter (som gav två fjärdeplaceringar) samt två EM-medaljer - ett brons 1958 och ett silver 1962. Han vann dessutom 8 SM-guld på 9 försök mellan åren 1956 och 1964. Han var svensk rekordhållare i höjdhopp åren 1960 till 1968.

## Idrottskarriär (höjdhopp)
År 1956 tog Stickan Pettersson sitt första SM i höjdhopp, på 2,01. Detta år deltog han också i OS där han kom fyra på 2,06.
Hans SM-guld 1956 skulle följas av ytterligare sju åren 1957 till och med 1964 (1963 lyckades Kjell-Åke Nilsson knipa SM-guldet), med resultaten 2,04, 2,04, 2,01, 2,04, 2,10, 2,10 samt (1964) 2,14. 
1958 var Pettersson med vid EM i Stockholm, där han tog bronsmedaljen, med 2,10.
Den 7 augusti 1960 slog Stickan Pettersson Richard Dahls svenska rekord (2,12) genom att i Charlottenberg hoppa 2,13. Senare samma år var han med vid OS i Rom där han kom femma, på 2,09.
1961, precis ett år efter det han tog det svenska rekordet förbättrade han det i Skövde till 2,15. Detta år vann han även vid de Nordiska Mästerskapen guld i höjdhopp (resultat 2,11).
Den 23 augusti 1962 satte Stickan i Stockholm sitt sista svenska rekord, 2,16. Detta skulle stå sig till 1968 då Bo Jonsson förbättrade det. Stickan deltog även vid EM i Belgrad och erövrade där silvermedaljen med ett hopp på 2,13.
1963 upprepade han NM-guldet från 1961, på samma resultat. 1965 deltog han åter vid NM, men kom denna gång endast trea, på 2,08.
Stickan var även med en tredje gång i OS, 1964 i Tokyo, och där kom han fyra igen, på 2,14.
1980 deltog han vid Moskva-OS som ledare i friidrottstruppen och fick då också äran att vara svensk fanbärare vid OS-invigningen.